# Lijst van spelers van Jong FC Utrecht
Dit is een lijst van voetballers die minimaal één officiële wedstrijd hebben gespeeld in het elftal van Jong FC Utrecht, het tweede elftal van de Nederlandse voetbalclub FC Utrecht. Alleen spelers die een officiële wedstrijd voor Jong FC Utrecht hebben gespeeld, sinds de toetreding tot de voetbalpiramide in 2016, zijn opgenomen in deze lijst.

## A
- Paxten Aaronson
- Issah Abass
- Myenty Abena
- Hicham Acheffay
- Oualid Agougil
- Mohamed Akharaz
- Mees Akkerman
- Reda Akmum
- Constantin Dragoș Albu
- Pontus Almqvist
- Oussama Alou
- Silas Andersen
- Rodney Antwi
- Jonas Arweiler
- Daniel Arzani
- Tobias Augustinus-Jensen
- Ahmed Azmi

## B
- Remco Balk
- Nacer Barazite
- Benis Belesi
- Davy van den Berg
- Adrian Blake
- Conner Blöte
- Tijn den Boggende
- Imanuel Bonsu
- Taylor Booth
- Hamza Boukhari
- Achraf Boumenjal
- Zineddine Bourebaba
- Othman Boussaid
- Edson Braafheid
- Mattijs Branderhorst
- Tim Brinkman
- Nordin Bukala

## C
- Serhat Çakmak
- Václav Černý
- Georgios Charalampoglou
- Gabriël Çulhacı

## D
- Dai Wai-tsun
- Djenairo Daniels
- Dereck Darkwa
- Chris David
- Louk Dekkers
- Gino Demon
- Anthony Descotte
- Héritier Deyonge
- Andreas Dithmer
- Michel Driezen
- Sofiane Dris
- Dario Đumić
- Noa Dundas

## E
- Lynden Edhart
- Julliani Eersteling
- Bram van Eijk
- Rafik El Arguioui
- Rayan El Azrak
- Rida El Barjiji
- Redouan El Yaakoubi
- Olivier van Eldik
- Alonzo Engwanda
- Mees Eppink

## F
- Gio-Renys Felicia
- Deveron Fonville
- Oscar Fraulo
- Tim Freriks

## G
- Kevin Gadellaa
- Massien Ghaddari
- Lukas Görtler
- Tom de Graaff

## H
- Jesse van de Haar
- Jeff Hardeveld
- Björn Hardley
- Rickson van Hees
- Nazjir Held
- Ramon Hendriks
- Menno Heus
- Jeredy Hilterman
- Kjeld van den Hoek
- Ruben Hoogenhout
- Justin Hoogma
- Joey Houweling
- Raymond Huizing

## I
- Yuya Ikeshita
- Zidane Iqbal

## J
- Tommy St. Jago
- Ivar Jenner
- David Jensen
- Miliano Jonathans
- Patrick Joosten

## K
- Bagus Kahfi
- Anouar Kali
- Denso Kasius
- Fabian de Keijzer
- Gyrano Kerk
- Sean Klaiber
- Per Kloosterboer
- Ruben Kluivert
- Menno Koch
- Wessel Kooy
- Djevencio van der Kust

## L
- Zakaria Labyad
- Jelle de Lange
- Keelan Lebon
- Mehdi Lehaire
- Yannick Leliendal
- Nick Lim
- Justin Lonwijk
- Albert Lottin
- Karim Loukili
- Andreas Ludwig

## M
- Mark van der Maarel
- Eros Maddy
- Mohamed Mallahi
- Christopher Mamengi
- Nick Marsman
- Tashreeq Matthews
- Joost Meendering
- Rick van der Meer
- Robin van der Meer
- Rick Meissen
- Björn Menzo
- Sylian Mokono
- Tafari Moore
- Dani van der Moot
- Joshua Mukeh
- Rick Mulder

## N
- Yassin Nasser
- Thijmen Nijhuis

## O
- Aurelio Oehlers
- Eric Oelschlägel
- Noah Ohio
- Jaygo van Ommeren
- Bilal Ould-Chikh
- Tufan Özbozkurt

## P
- Mark Pabai
- Maarten Paes
- Shayne Pattynama
- Maarten Peijnenburg
- Kristoffer Peterson
- Tim Pieters

## R
- Calvin Raatsie
- Joshua Rawlins
- Daishawn Redan
- Eliano Reijnders
- Devin Remie
- Jesper van Riel
- Mees Rijks
- Miguel Rodríguez
- Emil Rohd Schlichting
- Mitchell van Rooijen
- Darren Rosheuvel
- Rubio Rubin
- Jord Ruijgrok

## S
- Derensili Sanches Fernandes
- Ayman Sellouf
- Rocco Robert Shein
- Bart Sinteur
- Rodney Sneijder
- Sylla Sow
- Rico Strieder
- Moussa Sylla

## T
- Yassine Tekfaoui
- Jan-Willem Tesselaar
- Dylan Timber
- Giovanni Troupée

## U
- Ali Ulusoy

## V
- Tony Varjund
- Giovanni de la Vega
- Odysseus Velanas
- Junior van der Velden
- Elijah Velland
- Nick Venema
- Dion Versluis
- Jozhua Vertrouwd
- Neal Viereck

## W
- Sil van der Wegen
- Matthew Willock

## Y
- Gibson Yah
- Özcan Yaşar

## Z
- Arthur Zagre
- Robin Zwartjens